# Agapostemon cubensis
Agapostemon cubensis är en biart som beskrevs av Roberts 1972. Agapostemon cubensis ingår i släktet Agapostemon och familjen vägbin. Inga underarter finns listade i Catalogue of Life.